# Gornja Vrućica (Trpanj)
Gornja Vručica je naselje u Republici Hrvatskoj, u sastavu Općine Trpanj, Dubrovačko-neretvanska županija. 

## Povijest
Selo su u drugoj polovini rujna 1941. u cijelosti bili spalili talijanski fašistički vojnici.

## Stanovništvo
Prema popisu stanovništva iz 2001. godine, naselje je imalo 62 stanovnika te 30 obiteljskih kućanstava.
| broj stanovnika | 243   | 226   | 222   | 231   | 192   | 205   | 240   | 241   | 193   | 191   | 206   | 182   | 135   | 79    | 62    | 46    | 37    |
|                 | 1857. | 1869. | 1880. | 1890. | 1900. | 1910. | 1921. | 1931. | 1948. | 1953. | 1961. | 1971. | 1981. | 1991. | 2001. | 2011. | 2021. |

## Galerija
- Ulica u Gornjoj Vrućici
- crkva sv. Jure
- Partizanski spomenik kraj crkve sv. Jure
- Rimokatoličko groblje